# 1-甲氧基丁烷
1-甲氧基丁烷（英語：1-methoxybutane），也称为甲基丁基醚（英語：methyl butyl ether），简称甲丁醚，是一种醚类有机化合物，结构简式CH3O(CH2)3CH3，常温常压下为无色液体。